# Predeal (przełęcz)
Predeal (do 1920 r. Tömösi-szoros), 1033 m n.p.m. – przełęcz górska w Karpatach rumuńskich.
Przełęcz Predeal wraz z ciągnącą się na południe od niej doliną rzeki Prahova oddziela Karpaty Wschodnie (góry Gârbova z pobliskim szczytem Predeal, 1923 m n.p.m.) od Karpat Południowych (góry Bucegi). Biegną przez nią linia kolejowa i droga, łączące Braszów w Siedmiogrodzie z Bukaresztem na Wołoszczyźnie. Po południowej stronie przełęczy leży miasto Predeal.